# Comoros
Comoros (/ˈkɒməroʊz/ ⓘ tiếng Ả Rập: جزر القمر, Juzur al-Qumur / Qamar, phát âm tiếng Việt: Cô-mô-rốt, Cô-mô-rô hoặc Cô-mo), tên đầy đủ là Liên bang Comoros (tiếng Pháp: Union des Comores; tiếng Comoros: Udzima wa Komori; tiếng Ả Rập: الاتحاد القمري, al-Ittiḥād al-Qumurī / Qamarī) là một quốc đảo ở châu Phi, nằm giữa eo biển Mozambique trên Ấn Độ Dương. Đây là quốc gia có diện tích nhỏ thứ tư châu Phi. Thủ đô và thành phố lớn nhất của Comoros là Moroni.

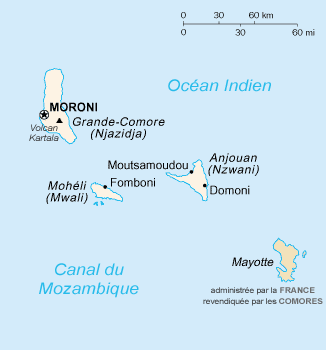
Comoros

Comoros là thành viên của Liên Hợp Quốc, Liên minh châu Phi, Tổ chức Hợp tác Hồi giáo, Cộng đồng Pháp ngữ, và là thành viên duy nhất của Liên đoàn Ả Rập nằm ở Nam Bán cầu.

## Lịch sử

### Trước khi thực dân xâm lăng
Những cư dân trên quần đảo này đến từ châu Phi, Madagascar và vịnh Ba Tư, phần lớn là người Hồi giáo. Người Bồ Đào Nha khám phá ra quần đảo này năm 1503 và người Pháp đến đây năm 1517.

### Thực dân Pháp và tiếp xúc châu Âu
Pháp lập chế độ bảo hộ từ năm 1886, Comoros trở thành vùng lãnh thổ hải ngoại của Pháp từ năm 1958.

### Comoros Độc lập đến nay
Comoros tuyên bố độc lập ngày 6 tháng 7 năm 1975, riêng đảo Mayotte tuyên bố ở lại trong Cộng hòa Pháp trong cuộc trưng cầu ý dân năm 1976. Ahmed Abdallah được bầu làm Tổng thống tháng 7 năm 1975, bị một ủy ban cách mạng do Ali Soilih lãnh dạo truất phế tháng 8 năm 1975. Đến lượt Soilih bị cựu Tổng thống Abdallah lật đổ với sự giúp đỡ của lính đánh thuê nước ngoài tháng 5 năm 1978 và quần đảo lấy tên là Cộng hòa Liên bang Hồi giáo Comoros. Tháng 11 năm 1989, Tổng thống Abdallah lại bị chính quân lính đánh thuê ám sát và Said M. Djohar lên thay thế năm 1990. Sau nhiều tháng phản đối và xung đột với lực lượng an ninh, đảo Anjouan (Ndzouani) tuyên bố độc lập ngày 3 tháng 8 năm 1997. Tháng 7-1997, lực lượng của Tổng thống Mohamed Taki cố gắng chiếm lại đảo Anjouan nhưng thất bại. Taki tuyên bố tình trạng khẩn cấp. Các cuộc đàm phán hòa bình đầu năm 1999 giữa đại diện của đảo Anjouan và Chính phủ không mang lại kết quả nào.
Tháng 4 năm 1999, Đại tá Trali Assoumani cầm đầu cuộc đảo chính lật đổ quyền Tổng thống Tadjidine, Đảo Anjouan tiếp tục cuộc đấu tranh chống lại Chính phủ ở đảo Qomor Lớn trong cả năm 1999.
Tháng 3 năm 2000, Tổ chức Thống nhất châu Phi (OAU) cắt đứt liên lạc với Anjouan nhằm chấm dứt cuộc nổi dậy. OAU yêu cầu Tổng thống Assoumani áp đặt lệnh cấm vận thương mại và trao trả quyền lại cho giới dân sự tại Comoros. Tháng 2 năm 2001, Tổng thống ký một hiệp ước hòa giải với các nhà lãnh đạo chính trị ở ba đảo, kể cả nhà lãnh đạo nhóm li khai của đảo Anjouan, Đại tá Said Abeid. Tháng 3 năm 2002, một hiến pháp mới được thông qua, ba đảo được thống nhất lại. Mỗi đảo bầu một Tổng thống riêng và Assoumani được bầu làm Tổng thống liên bang.

## Địa lý
Comoros nằm ở Đông Phi, gồm ba đảo núi lửa (Ngazidja, Moili và Ndzouani) ở Ấn Độ Dương nằm về phía Tây Bắc Madagascar. Địa hình chủ yếu là các cao nguyên đất bazan thoải dần về phía các dải đồng bằng hẹp ven biển.
Với diện tích 2.235 km2, đảo quốc này là một trong những quốc gia nhỏ nhất trên thế giới. Comoros cũng cóyêu cầu bồi thường 320 km2 lãnh hải đối với các nước láng giềng. Khí hậu nhiệt đới với hai mùa phân biệt tương đối rõ rệt. Nhiệt độ đạt trung bình 29-30 °C (84-86 °F) trong tháng 3, tháng nóng nhất trong mùa mưa (gọi là kashkazi) là tháng 12, và nhiệt đọ thấp nhất là 19 °C (66 °F) trong mùa lạnh, mùa khô gọi là Kusi, bắt đầu từ tháng năm đến tháng mười một.

## Chính trị
Chính trị của Comoros diễn ra trong khuôn khổ của một nước cộng hòa tổng thống liên bang, theo đó Tổng thống Comoros là nguyên thủ quốc gia và là người đứng đầu chính phủ, và một hệ thống chính trị đa đảng. Hiến pháp của Comoros đã được phê duyệt bởi cuộc trưng cầu dân ý ngày 23 tháng 12 năm 2001. Nước này trước đây đã được coi là một chế độ độc tài quân sự, và sự chuyển giao quyền lực từ tướng Azali Assoumani sang Tổng thống Ahmed Mohamed Abdallah Sambi vào tháng 5 năm 2006 là cuộc chuyển giao quyền lực hòa bình đầu tiên trong lịch sử Comoros.
Quyền hành pháp thuộc chính phủ. Quyền lập pháp liên bang được trao cho cả chính phủ và quốc hội. Lời nói đầu của Hiến pháp bảo đảm Hồi giáo có mặt trong chính trị cũng như cam kết về nhân quyền, và một số quyền được liệt kê cụ thể trong đó có dân chủ được áp dụng cho tất cả người dân Comoros. Các đảo (theo Tiêu đề II của Hiến pháp) có quyền tự trị lớn trong liên bang, bao gồm có hiến pháp riêng của họ (hoặc Luật cơ bản), có chủ tịch và Quốc hội riêng. Tổng thống và Hội đồng Liên bang được giao xoay vòng giữ người đứng đầu chính phủ các đảo.
Hệ thống pháp luật Comoros dựa trên luật Hồi giáo. Già làng, kadis hoặc tòa án dân sự giải quyết hầu hết các tranh chấp. Cơ quan tư pháp độc lập với cơ quan lập pháp và hành pháp. Tòa án tối cao hoạt động như một Hội đồng Hiến pháp trong việc giải quyết vấn đề hiến pháp và giám sát cuộc bầu cử tổng thống.

### Quân đội
Quân đội Comoros bao gồm một đội quân nhỏ và một lực lượng cảnh sát 500 thành viên, cũng như một lực lượng quốc phòng 500 thành viên. Một hiệp ước quốc phòng với Pháp cung cấp các nguồn lực hải quân để bảo vệ các vùng lãnh hải, đào tạo cán bộ quân sự Comoros, và giám sát không phận. Pháp duy trì vài cán bộ cao cấp có mặt tại Quốc đảo Comoros theo yêu cầu của chính phủ nước này. Pháp duy trì một cơ sở hàng hải nhỏ nằm trên Mayotte.

### Quan hệ với nước ngoài
Trong tháng 11 năm 1975, Comoros trở thành thành viên 143 của Liên Hợp Quốc.
Comoros cũng là thành viên của Liên minh châu Phi, Liên đoàn Ả Rập, Quỹ Phát triển châu Âu, Ngân hàng Thế giới, Quỹ Tiền tệ Quốc tế, Ủy ban Ấn Độ Dương, và Ngân hàng Phát triển châu Phi. Vào ngày 10 tháng 4 năm 2008, Comoros trở thành quốc gia thứ 179 chấp nhận Nghị định thư Kyoto.
Quốc đảo này lập quan hệ ngoại giao với Việt Nam ngày 24 tháng 9 năm 2015.

## Kinh tế
Kinh tế dựa trên hai lãnh vực chính: nông nghiệp trồng cây lương thực (lúa, sắn), cây công nghiệp (cà phê, dừa, vani, đinh hương và một số cây cho tinh dầu) và mậu dịch đường biển. Du lịch ít phát triển.
Comoros là một trong những nước nghèo nhất trên thế giới. Đất đai cằn cỗi và bị xói mòn. Tỉ lệ tăng dân số cao, nguồn tài nguyên thiên nhiên nghèo nàn. Trình độ học vấn của lực lượng lao động thấp, tình trạng thất nghiệp cao, phụ thuộc nhiều vào sự tài trợ của nước ngoài. Hiện nay Chính phủ ra sức nâng cao trình độ giáo dục và huấn luyện kĩ thuật, tiến hành tư nhân hóa các xí nghiệp thương mại và công nghiệp, cải thiện hệ thống y tế, đa dạng hóa các mặt hàng xuất khẩu, khuyến khích phát triền ngành du lịch và giảm tỉ lệ tăng dân số.

## Dân số
| Tôn giáo tại Comoros | Tôn giáo tại Comoros | Tôn giáo tại Comoros | Tôn giáo tại Comoros | Tôn giáo tại Comoros |
| -------------------- | -------------------- | -------------------- | -------------------- | -------------------- |
|                      |                      |                      |                      |                      |
| Hồi giáo             | Hồi giáo             |                      | 98%                  | 98%                  |
| Cơ Đốc giáo          | Cơ Đốc giáo          |                      | 2%                   | 2%                   |

Dân số nước này chưa đến một triệu người, Comoros là một trong những quốc gia ít dân nhất trên thế giới, nhưng cũng là một trong những nước có mật độ dân số cao nhất, với trung bình 275 người trên mỗi km vuông. Trong năm 2001, 34% dân số được sống ở là đô thị, nhưng được dự kiến sẽ tăng, trong khi mức tăng dân số vẫn còn tương đối cao. Gần một nửa dân số của Quốc đảo Comoros ở độ tuổi dưới 15 và sống tập trung tại các trung tâm đô thị lớn bao gồm Moroni, Mutsamudu, Domoni, Fomboni, và Tsémbéhou. Có từ 200.000 và 350.000 người Comoros sống tại Pháp.
Các đảo của Comoros có người dân chủ yếu là nguồn gốc châu Phi-Ả Rập. Hồi giáo Sunni là tôn giáo chiếm ưu thế, đại diện cho 98% dân số. Mặc dù văn hóa Ả Rập được thiết lập vững chắc trên khắp quần đảo, nhưng cũng có một thiểu số dân số của Mayotte, chủ yếu là người nhập cư từ Pháp, là người Công giáo La Mã. Người Malagasy (theo Cơ Đốc giáo) và Ấn Độ (chủ yếu là giáo phái Ismaili) là những dân tộc thiểu số. Người Trung Quốc cũng có mặt trên Mayotte và các bộ phận của Grande Comore (đặc biệt là Moroni).
Ngôn ngữ phổ biến nhất trong Quốc đảo Comoros là tiếng Comorian hay còn gọi là Shikomor, một ngôn ngữ chịu ảnh hưởng từ tiếng Swahili và tiếng Ả Rập nặng, với bốn biến thể khác nhau (Shingazidja, Shimwali, Shinzwani, và Shimaore) được nói trên bốn hòn đảo chính tạo nên nước này. Tiếng Pháp và tiếng Ả Rập cũng là ngôn ngữ chính thức, cùng với Comorian. Tiếng Ả Rập được biết đến rộng rãi như một ngôn ngữ thứ hai, là ngôn ngữ giảng dạy kinh Coran. Tiếng Pháp là ngôn ngữ hành chính và ngôn ngữ của ngành giáo dục. Một số ngôn ngữ khác như tiếng Malagasy, Shibushi, được nói bởi khoảng một phần ba dân số của Mayotte. Khoảng 57% dân số biết chữ và viết được ngôn ngữ của mình bằng chữ cá Latinh trong khi hơn 90% biết đọc biết viết tiếng Ả Rập, tổng số biết đọc biết viết được ước tính là 62,5%. Comoros không có chữ viết bản địa, vì vậy chữ Ả Rập và chữ Latinh được sử dụng để ghi lại ngôn ngữ quốc gia.

## Giáo dục
Hệ thống giáo dục của Comoros được tổ chức dựa theo mô hình của Pháp. Giáo dục tiểu học miễn phí, mỗi làng có một trường tiểu học. Tuy nhiên, chỉ khoảng 1/3 số trẻ em học xong tiểu học và một số ít học lên trung học. Comoros không có hệ thống đại học ngoài một số trường sư phạm.

## Y tế
Chăm sóc y tế chưa được coi trọng. Ở thành phố và thị trấn cũng có các bệnh viện nhưng thiếu các phương tiện và thiết bị. Các bệnh dịch như sốt rét, tiêu chảy và các bệnh đường ruột khác khá phổ biến.

## Phương tiện truyền thông
Có một tờ báo quốc gia của chính phủ là Al-Watwan, xuất bản ở Moroni. Đài phát thanh Quốc đảo Comoros là dịch vụ phát thanh quốc gia và truyền hình quốc gia Comoros là dịch vụ truyền hình chính.